# Isabel-Clara Simó
Isabel-Clara Simó Monllor (Alcoy, Alicante, 4 de abril de 1943-Barcelona, 13 de enero de 2020) fue una escritora española, filósofa, profesora y periodista en lengua catalana. Militó en Solidaritat Catalana per la Independència (SI).
Recibió numerosos premios por su carrera literaria. Posee, entre otras distinciones, el Premio Víctor Català (1978) por És quan miro que hi veig clar; en 1993 recibió el premio Sant Jordi por La Salvaje, en 1999 le fue concedida la Cruz de Sant Jordi por su trayectoria literaria, en 2001 le otorgaron el premio Andròmina de narrativa por Hum... Rita!: el hombre que husmeaba mujeres, el Premio de la Crítica de los Escritores Valencianos en ensayo, por En legítima defensa y el Premio Joanot Martorell de narrativa por Amor meva.
Como periodista, fue directora del semanario Canigó y columnista en el diario Avui. Fue Delegada del Libro del Departamento de Cultura de la Generalidad de Cataluña.

## Biografía
Simó se licenció en filosofía por la Universidad de Valencia y en periodismo, además de ser doctorada en filología románica. Ejerció como profesora en Buñol y, posteriormente, en el Instituto Ramón Muntaner de Figueras, donde nacieron sus hijos, y en el Instituto Sant Josep de Calasanç de Barcelona. Pasó al periodismo en 1972 como directora del semanario Canigó, colaborando habitualmente con distintos medios de comunicación. Creó en sus propios cuentos y novelas personajes complejos que mantienen relaciones conflictivas, como La Nati (1991), Raquel (1992), los de Històries perverses (1992) o los de T'imagines la vida sense ell? (2000). Obras como Júlia o D'Alcoi a Nova York (1987) han sido ambientadas en Alcoy, su lugar de nacimiento.
Como periodista, fue directora del semanario Canigó, fue columnista del periódico Avui y del Punt Avui. Fue delegada del Libro del Departamento de Cultura de la Generalidad de Cataluña.
Falleció a los setenta y seis años en Barcelona a consecuencia de la esclerosis lateral amiotrófica que padecía.

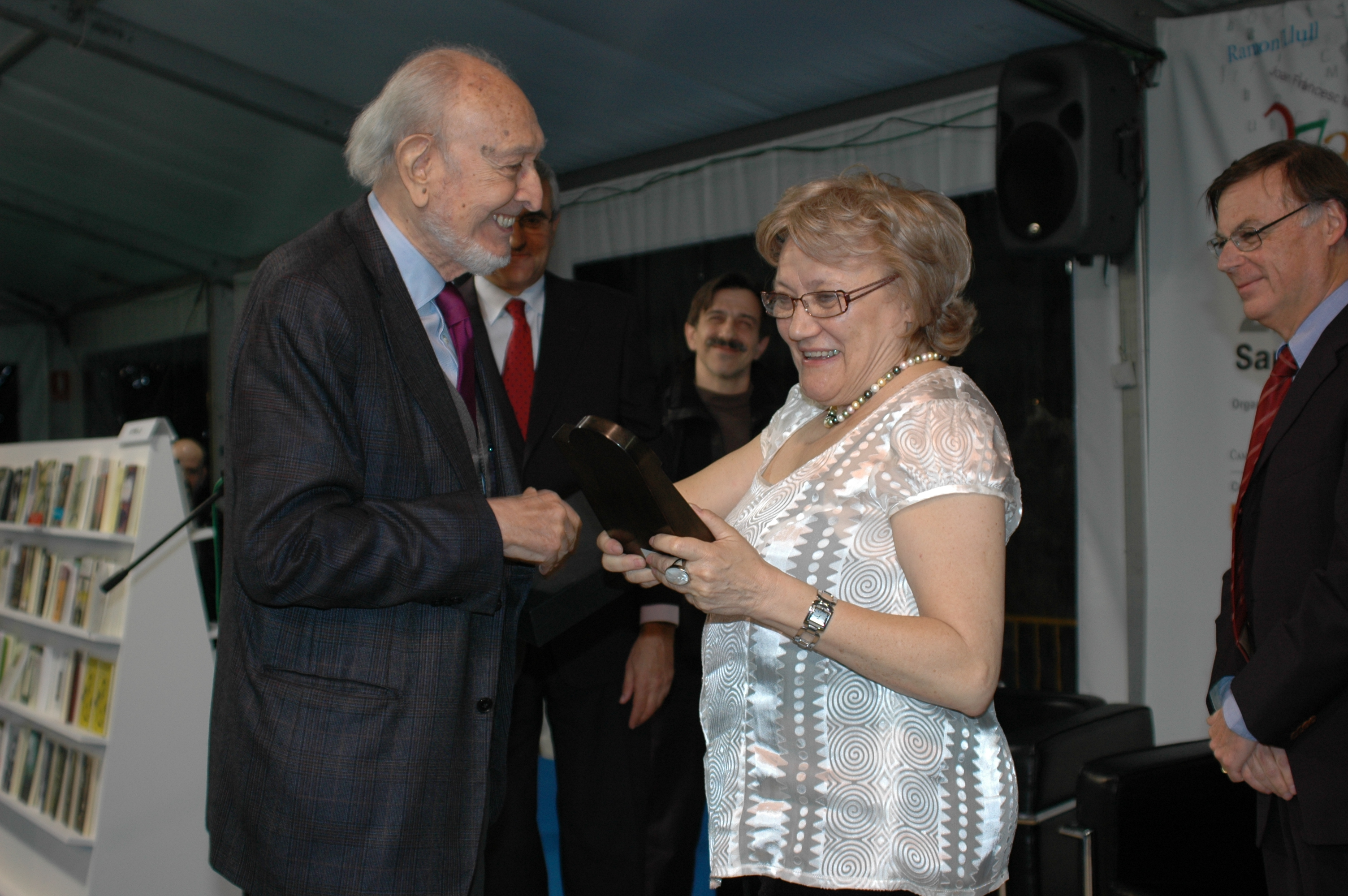
Isabel-Clara Simó recibe el premio Trayectoria de Josep Maria Castellet. Derecha, Carles Solà, al fondo Jordi Boixaderas y Albert Pèlach.

## Premios
- 1978, premio Victor Català (desde 1998 se conoce como Premio Mercè Rodoreda de cuentos y narraciones) con la recopilación con És quan miro que hi veig clar.[4]
- 1993, Premio Sant Jordi de Novela, por su obra La salvatge.
- 1993, gana el Premio Crítica Serra d'Or de Narración por Històries perverses.
- 1999, Cruz de Sant Jordi, por su trayectoria
- 2001, Premio Andrómeda por el libro Hum... Rita!: L'home que ensumava dones
- 2004, Premio de la Crítica de los Escritores Valencianos en su modalidad de ensayo por En legítima defensa
- 2007, Premio de Novela Ciudad de Alcira con su obra El meu germà Pol.
- 2009, Premio Trayectoria en el marco de la Semana del Libro en Catalán; galardón reconoce la extensa obra de la escritora y su implicación en la defensa de la lengua catalana.[5]
- 2013, también fue reconocida por el Ayuntamiento de Alcoy con la concesión de la medalla de oro de la ciudad y el nombramiento de hija predilecta.[3]
- 2017, Premio de Honor de las Letras Catalanas.[6]

## Obras
De entre sus más de cuarenta obras destacan el libro de relatos Dones (1997) que ha sido objeto de una adaptación cinematográfica el año 2000. La recopilación de artículos en el periódico Avui, con el título En legítima defensa. También debe destacarse el éxito de crítica y público de la obra teatral Còmplices, llevada a escena por Pep Cortès. 
Otras obras destacadas:
- Júlia (1983)
- Alcoi - Nova York (1987)
- La veïna (1990)
- La Nati (1991)
- Raquel (1992)
- Històries perverses (1992)
- La Salvatge (1994)
- Dones (1997)
- Joel (1997)
- El gust amarg de la cervesa (1999)
- T'imagines la vida sense ell? (2000)
- Carta al meu nét. Sobre el nacionalisme (2000)
- La Nati (2001)
- Estimats homes (una caricatura) (2001)
- L'home que volava en el trapèzi (2002)
- En legítima defensa (2003)
- Angelets (2004)
- La innocent (2005)
- Si em necessites, xiula (2005)
- Adéu-suau (2006)
- El caníbal (2007)
- El meu germà Pol (2007), Premio de Novela Ciudad de Alcira.
- Adéu, Boadella (2008)
- Els racons de la memòria (2009)
- El conjur (2009)
- Raquel (2009)
- Homes (2010)
- Amor meva (2013)
- Tzoé (2015)
- L'amant de Picasso (2015)
- Jonàs (2016)
- Tota aquesta gent (2016)
- Els invisibles (2017)
- El mas del diable (2018)
- El KRANK (2018)
- Prime Time. Irreverències (2019)
- La sarbatana (2019)

Su obra ha sido traducida al alemán, inglés, vasco, español, francés, gallego, italiano, neerlandés y sueco.